# Hyun Joo-yup
Dans ce nom coréen, le nom de famille, Hyun, précède le nom personnel.
Hyun Joo-yup (en coréen : 현주엽), né le 27 juillet 1975 à Séoul, en Corée du Sud, est un ancien joueur sud-coréen de basket-ball. Il évolue durant sa carrière au poste d'ailier fort.